# Йа (тибетская буква)

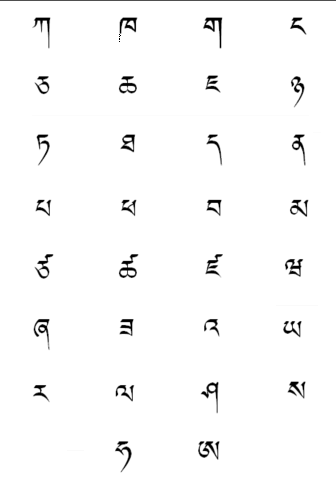

Йа (Вайли ya) — 24-я буква тибетского алфавита. Буква «я» может быть слогообразующей и подписной (см. ятак). Как слогообразующая пишется в двух инициалях, как подписная в 32-х из которых семь основные, остальные — комплексные. В бирманской письменности ятак можно сравнить со знаком япин.
Числовое соответствие: йа — 24, йи — 54, йу — 84, йэ — 114, йо — 144.

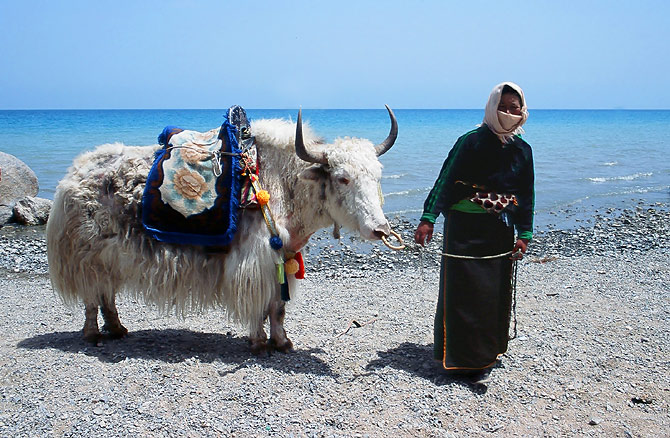
Як
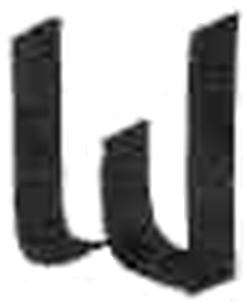
Я рукописное (умэ)

## Гаояя
Инициаль с дакчхой гаояя (Вайли G.ya) является единственным исключением в системе транслитерации Вайли, так как может быть спутана с гаятагья  (Вайли Gya) и поэтому после G ставится дополнительная точка.

## Ятак
Ятак (подписная йа) пишется как контактный подстрочный диакритический знак.

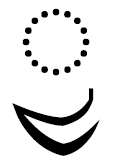
Ятак печатный (учен)
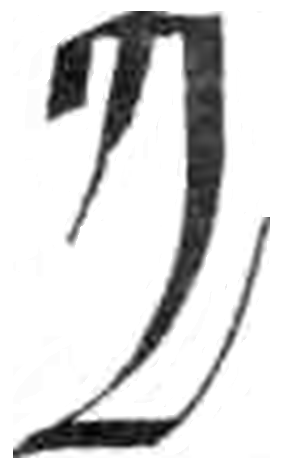
Каятакья ( ка-ятак-кья)
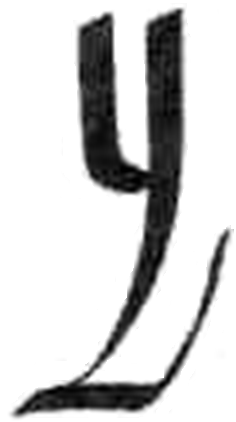
Паятача (па-ятак-ча) -